# Alain Eizmendi Blanco
Alain Eizmendi Blanco (Beasain, País Basc, 10 de juny de 1990) és un futbolista basc que juga com a extrem al Club Deportivo Guijuelo.

## Trajectòria
Alain es va formar al planter de la Reial Societat fins a l'any 2011, passant les tres últimes temporades en el filial donostiarra. Fins i tot, el 20 de juny de 2009, va debutar amb la Reial Societat en un triomf a domicili enfront de l'Elx CF (1-2), en l'última jornada de Segona Divisió. Després de no renovar el seu contracte, va signar un contracte de dues temporades amb el Bilbao Athletic. L'extrem beasaindarra no va marxar sol, ja que també el va acompanyar Mikel Orbegozo. En el filial blanc-i-vermell va viure dues bones temporades, aconseguint dotze gols encara que no va aconseguir arribar al primer equip.
El juliol de 2013 va tornar a Guipúscoa, després d'acabar el seu contracte amb l'Athletic Club, per jugar en les files de la SD Eibar com a cedit per part de la Reial Societat. Amb l'equip armero va aconseguir l'històric ascens a Primera Divisió. Al final de la temporada, va marxar al CD Leganés en propietat, amb el qual va aconseguir un nou ascens a Primera Divisió en 2016.
L'agost de 2016 va signar amb el Real Unión de la Segona Divisió B. Quatre mesos després, al desembre de 2016, es va comprometre amb l'AEL Limassol xipriota.L'agost de 2017 es va anunciar el seu fitxatge pel Racing de Ferrol, encara que a meitat de temporada es va incorporar a les files de la UE Llagostera. L'estiu de 2018 va fitxar pel Real Unión, on va coincidir amb el seu germà Eneko.
Al setembre de 2020 va signar pel CD Guijuelo.

## Vida personal
És germà bessó del futbolista Eneko, amb el qual va coincidir al planter de la Reial Societat i al Real Unión. A més, és nebot del exfutbolista i entrenador José Ramón Eizmendi.